# Stile chão

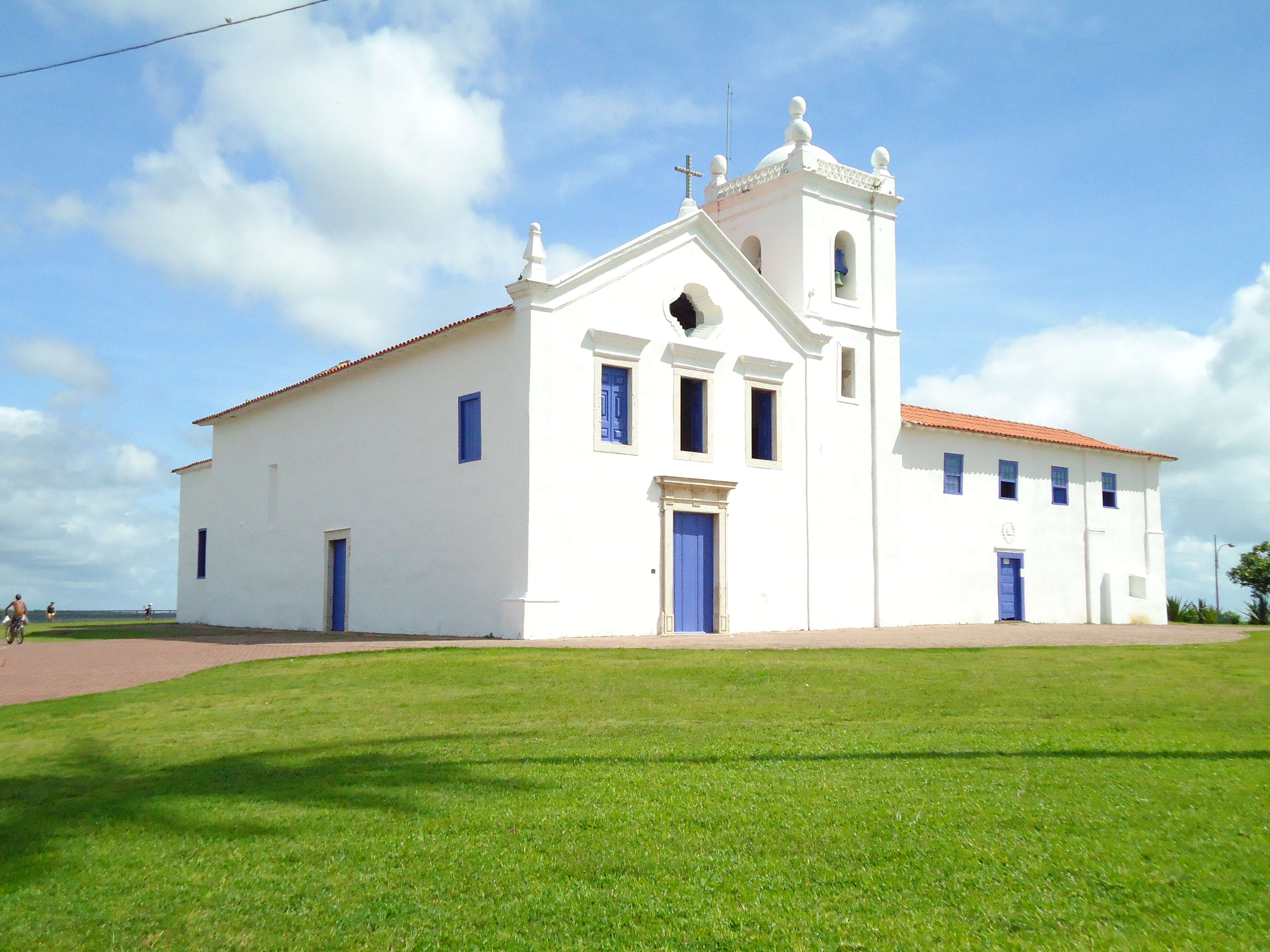
La chiesa dei Re Magi a Serra, in Brasile, è contraddistinta da una notevole pulizia delle linee e dalle proporzioni armoniose.

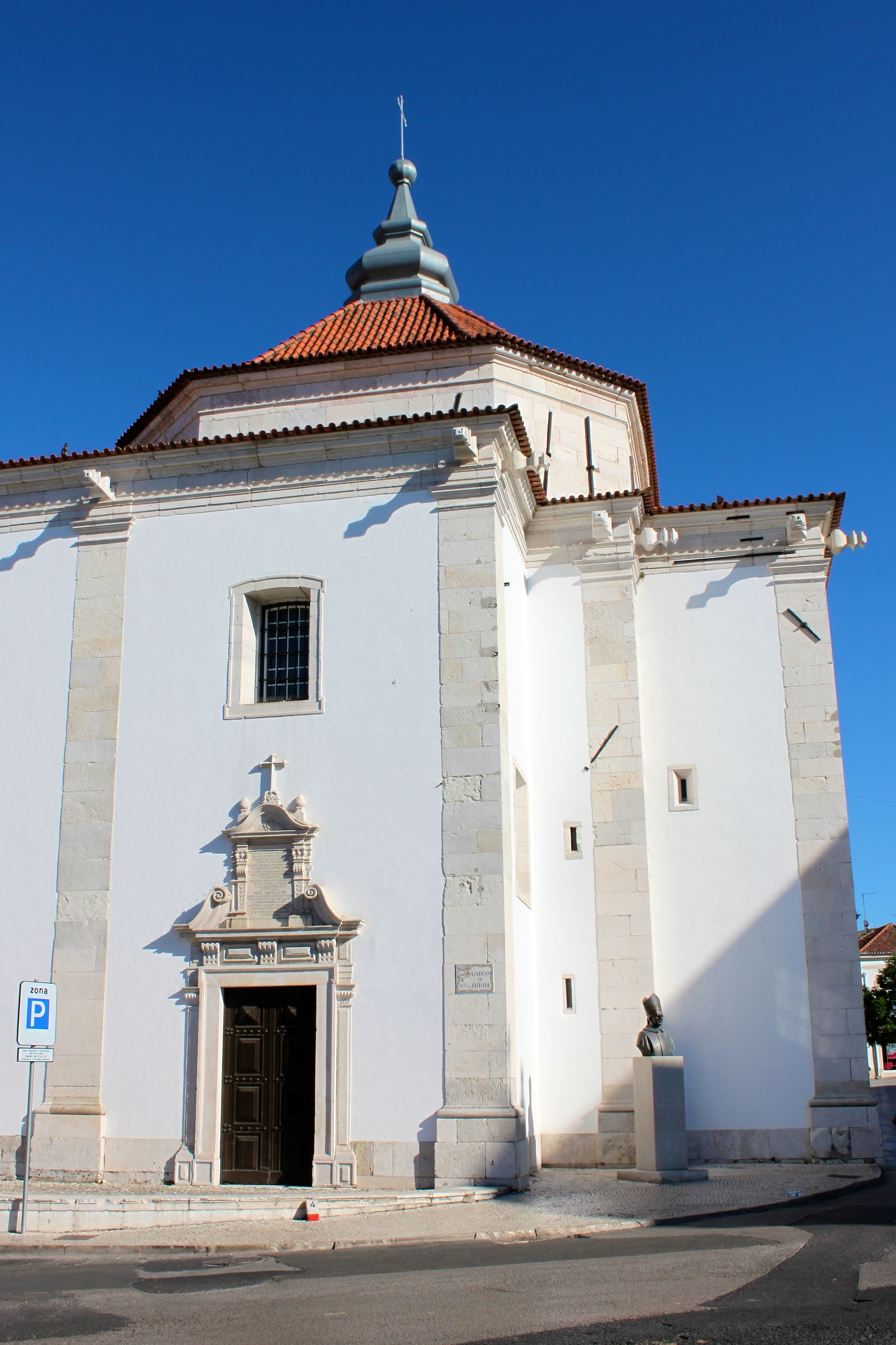
La chiesa di Nostra Signora della Pietà a Santarém in Portogallo mostra le rigorose linee dello stile chão, appena ingentilite dalla decorazione barocca del portale.

Lo stile chão (stile piano) è un'espressione che si riferisce a uno stile architettonico portoghese caratterizzato dall'austerità delle forme. Il termine fu coniato dallo storico dell'arte statunitense George Kubler, che definisce questo stile come un'"architettura vernacolare, più legata alle tradizioni di un dialetto vivo che con i grandi autori dell'antichità classica". Questo stesso autore fa risalire l'origine di questo stile a suggestioni di architetti militari italiani, sebbene possano esistere influenze del Nord Europa e dalla stessa tradizione architettonica portoghese.
Sebbene molte volte sia posto in relazione con lo stile herreriano spagnolo, quale appare, ad esempio, nel Monastero dell'Escorial, la verità è che questo stile è anteriore alla corrente architettonica spagnola di circa un decennio, che corrisponde a una mutazione del gusto durante il regno di Giovanni III, quando si cominciò a perseguire la "limpidezza, l'ordine, la proporzione e la semplicità" Miguel de Arruda ricoprì un ruolo di rilievo nell'affermazione di questo stile.
È un'architettura di influenza classica, che usa proporzioni auree, metrica, proporzione, geometria classica e il rettangolo aureo; le volumetrie sono parallelepipedi rettangoli, estremamente compatti e ortogonali. La linea retta è usata per definire quasi tutto e la decorazione è evitata in tutti i casi possibili, il che rende gli edifici tozzi, dall'aspetto fortificato e dai tratti puri. Si tratta di un atteggiamento architettonico tipicamente portoghese, nato dal tentativo di preservare l'identità nazionale, in un periodo di crisi politica, economica e sociale.

## Architettura
Sono edifici basilicali con due torri gemelle, a unica navata, presbiterio profondo, navate laterali trasformate in cappelle intercomunicanti mediante piccoli passaggi, interni senza decorazioni ed esterni con portali molto semplici. È un tipo de edificio molto pratico, che permette di essere costruito in tutto l'impero con piccoli adattamenti, e pronto a ricevere una decorazione quando lo si stimi conveniente o esistano le necessarie risorse economiche.
Ebbe grande successo perché consentiva mediante opere di talha dourada, pitture, azulejo, etc. di trasformare spazi aridi in elaborati scenari decorativi. Lo stesso principio si poteva applicare alle parti esterne. 
Sviluppò nelle colonie una tipologia elegante, basata sul fragile equilibrio fra l'impianto portoghese e i modelli decorativi locali. Il risultato fu molto ingegnoso, poiché questa architettura fu in voga per più di un secolo, grazie anche all'estrema praticità che consentiva mediante la semplice aggiunta di elementi decorativi il passaggio all'estetica barocca. 
Il suo valore è stato riscoperto solo a partire dagli anni 1980 dagli storici dell'arte, che ne hanno messo in luce le caratteristiche di ingegnosità e intelligenza.